# Antonio Hélio Cabral
Antonio Hélio Cabral (Marília, 25 de outubro de 1948), mais conhecido pelo nome artístico Cabral, é um artista plástico brasileiro.

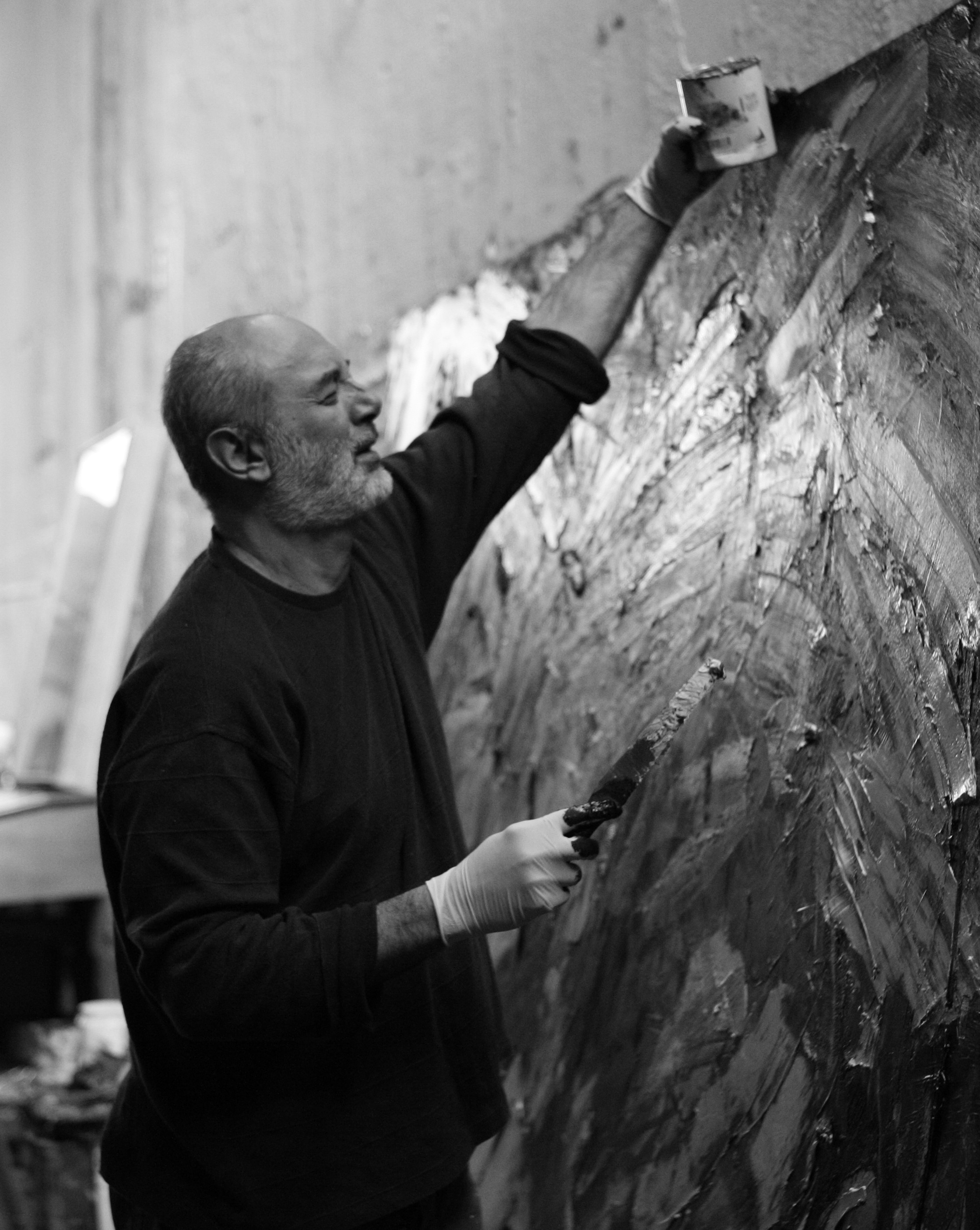
Cabral em seu ateliê, em São Paulo

Pintor, desenhista, gravurista e escultor, foi professor do Arstudium, do Museu Lasar Segall e da Pinacoteca do Estado de São Paulo.
Possui obras em acervos permanentes de instituições como Pinacoteca do Estado de São Paulo, Museu de Arte de São Paulo e Museus de Arte Moderna de São Paulo, Bahia e Rio de Janeiro, entre outros. Em 2013, recebeu a Ordem do Mérito Cultural, do Ministério da Cultura (Brasil).

## Vida e Obra
Antonio Hélio Cabral nasce em Marília, Centro-Oeste Paulista, no ano de 1948. Já na década de 1970, durante seus estudos na Faculdade de Arquitetura e Urbanismo da Universidade de São Paulo (FAU-USP) Cabral dedica-se, de maneira cada vez mais intensa, à atividade artística. Naturalmente inserida no contexto da FAU, a produção de Cabral tornou-se, com o tempo, cada vez mais “sua”, moldando-se, no decorrer dos anos, de maneira a não encontrar paralelos, ou seja, profundamente fora de modismos e tendências. Participa como organizador e expositor de três edições da “Exposição de Artes Plásticas de Alunos e Professores da FAU-USP” e, ao mesmo tempo, ministra aulas de pintura e desenho no Museu Lasar Segall.
Em 1972 participa das exposições coletivas Arte Jovem Contemporânea (MAC-USP), do Salão Paulista de Arte Contemporânea (Masp) e da mostra organizada pela Associação dos Amigos do Museu de Arte Moderna de São Paulo. O humor, a ironia e o deboche, traços constantes na obra de Cabral, ocupam lugar de destaque na década de 70. Ali, Cabral opera, a partir da não linearidade do tempo, um operar aberto para todos os lados, uma equação que, segundo ele, se resolve pela vibração dos elementos. Dos objetos e pinturas dos anos 1970, destacam-se: A Morte da Pintura, Moisés, Calvo Piloso, Barril, Porta Lápis, Cabrocha, Miss Brasil. É neste contexto que, em 1976, o Masp, ao organizar a exposição individual de Cabral, procura destacar a produção vasta e diversa do artista.
Entre os anos de 1970-1974, provocado pelas conversas com Flávio Motta, Cabral passa a explorar novos meios de expressão que, sob a estética do achado, articula modos de transformação à pensabilidade da coisa – série objetos trouvé. É deste universo próprio que Cabral, ao reformular determinações históricas e conceituais relacionadas à ambitude das artes, desafia a ideia de um olhar puro sobre as coisas: “... o Cabral tem a força do narrativo, embora tenha passado pelo plasticismo moderno, para o qual a narrativa era pejorativa: havia a guerrilha em nome do Cézanne que não tinha nada a ver com tal plástica. Pelo menos como é contada nos livros de estética e história da arte”. A pintura de Cabral “não faz concessões à composição predeterminante”, tampouco à pulsão do acaso, “vestígios mnêmicos - memória do olhar no olhar [...] porquanto a sobrevivência se estende à aglutinação toda, assim, à técnica, ao gesto, à tinta, à figura etc...”. Em 1977, Cabral expõe, na Pinacoteca do Estado de São Paulo, a série Rato.
Na sequência, ou, no final da década 1970, tem-se “um” Cabral interessado na produção artística brasileira dos anos 1940. É, portanto, à proposito da vivência das “práticas” das artes, que Cabral volta-se ao estudo da figura. De certa forma, esta busca o leva a participar de sessões de modelo vivo com Antônio Carelli, Raphael Galvez e Flávio Motta. Grosso modo, pode-se dizer que tal pesquisa pictórica marca sua produção dos anos 1980 como uma fase votada à pintura de observação. Conquanto, embora dedicado – nesse momento – à pintura de métier, ao se tomar o todo da obra, vê-se que Cabral nunca se deixa capturar pelo recorte dos tempos: “Cabral tenteava, ia pra cá, ia pra lá, ele mesmo à espreita. Esta pintura é diferente de uma pintura, na qual a figura se fecha: Cabral desmancha a boa forma”. A experimentação do retorno à história da arte, a qual Cabral dedica-se nos anos 1980, convive em harmonia com o “tateamento ligado ao que não se fecha”. Cabral “não é o agente da visão, ele está na intersecção de uma figura não figurativa que o espreita do outro lado”. E então, à espreita desse “outro lado”, Cabral “passa a elidir o olhar que o persegue”. Neste sentido, pode-se dizer que Cabral é um artista que arrasta consigo um niilismo ativo, um artista que hiperboliza o que já era hiperbolicamente nada em termos de instituição visual, diz Leon Kossovitch. 
Na soma de técnicas e suportes, Cabral estabelece tensão entre o figurado e o não figurado, sendo possível ver suas obras em diálogo com as artes gráficas (Logocaras, Kit-Caras, Entrecabeças), e com a literatura (Amers/Marcas Marinhas, de Saint-John Perse, Fala D. João, Os Lusíadas, O Inominável) ... Vê-se que em Cabral nada se fecha, ao contrário, há, na duplicidade da obra, traços de união.
No que concerne a sua produção recente (2007-2021), Cabral repropõem sua própria figuração, trabalhando-a em pinturas e esculturas de grandes formatos. Nesta série, ainda inédita, pois em processo, Cabral mantém a figura “inominável” como elemento central de seu imaginário, “como ruína da própria possibilidade de imagem”. Ocorreu-me, diz Cabral, “a ideia de captar, para lá do vazio, o objeto inominável, do qual não se tem conceito e que sempre escapa”.
Em 5 de novembro de 2013, foi agraciado pelo Ministério da Cultura com a Ordem do Mérito Cultural, na classe de Cavaleiro, em São Paulo.

## Acervos Institucionais
Pinacoteca do Estado de São Paulo – São Paulo, Brasil.
Museu de Arte Moderna de São Paulo – São Paulo, Brasil.
Museu de Arte Contemporânea da Universidade de São Paulo – São Paulo, Brasil.
Museu de Arte de São Paulo – São Paulo, Brasil.
Museu Afro Brasil – São Paulo, Brasil.
Museu de Arte Moderna da Bahia – Salvador, Brasil.
Museu de Arte Moderna do Rio de Janeiro – Rio de Janeiro, Brasil.
Museu de Arte do Rio Grande do Sul – Porto Alegre, Brasil.
Museo de la Solidaridad Salvador Allende – Santiago, Chile.
Unasul – União de Nações Sul-Americanas – Quito, Equador

## Exposições Individuais
1970-1979
Foca Galeria, São Paulo, 1973; Galeria Atelier, Rio de Janeiro, 1975; Museu de Arte de São Paulo, Curadoria de Pietro Maria Bardi, São Paulo, 1976; “Proposta do Mês”, Pinacoteca do Estado de São Paulo, Curadoria de Aracy Amaral, São Paulo, 1977; Lacio Galeria de Arte, São Paulo, 1978.
1980-1989
Galeria Seta, Curadoria de Antonio Maluf, São Paulo, 1980; Galeria Flexor, Marília, 1981; “Figuras - Pinturas e Desenhos”, Galeria Seta, Curadoria de Leon Kossovitch, São Paulo, 1983; Espaço 1030, São Paulo, 1985; “Cabral: Pinturas e Esculturas”, Galeria Millan, Curadoria de Jacob Klintowitz, São Paulo, 1986; “Figuras”, Galeria Millan, Curadoria de Joca Millan, São Paulo, 1988.
1990-1999
“Coleções”, Gabinete 144, São Paulo, 1990; “Pulsões”, Galeria Paulo Vasconcelos, Curadoria de Leon Kossovitch, São Paulo, 1991; “Fauno e Ninfa”, Gabinete 144, Curadoria de Luis Américo Munari, São Paulo, 1993; Museu de Arte Contemporânea, Curadoria de Leon Kossovitch, São Paulo, 1995; “Monotipias e Litografias”, Gabinete 144, São Paulo, 1996;  “Cabral”, Galeria Elisabeth Nasser, Curadoria de Jacob Klintowitz, Uberlândia, 1996; “Litografias”, Casa das Artes, Curadoria de Leon Kossovitch, São Paulo, 1998; “Cabral: Pinturas Recentes”, Pinacoteca do Estado de São Paulo, Curadoria de Leon Kossovitch e Mayra Laudanna, São Paulo, 1999.
2000-2009
“Pinturas sobre Papel”, Galeria Millenium, Curadoria de Marilu Cunha Campos, São Paulo, 2001; “Desenhos sobre Papel”, Galeria Tina Zappoli, Porto Alegre, 2001; “Cabral: Coleção Casa das Artes”, Casa das Artes, Curadoria de Enock Sacramento, São Paulo, 2002; Escritório de Arte Marilú Cunha Campos, São Paulo, 2004; Galeria Arte Aplicada, São Paulo, 2004; “Cabral: Pinturas 1995 – 2005”, Renot Galeria, Curadoria de Vera Novis, São Paulo, 2005; “Cabral: Faces de uma Só Face”, Art Lounge Lisboa, Curadoria de Emanoel Araújo, Lisboa, 2006; Mostra em cenário, Metrópolis (programa de televisão), TV Cultura, 2006; “Cabral: Corpo a Corpo”, Galeria Paulo Darzé, Curadoria de Vera Novis, São Paulo, 2008; “Cabral: Entrecabeças”, Art Lounge Lisboa, Curadoria de Vera Novis, Lisboa, 2008.

2010-2020
“Cabral: Pinturas, Desenhos e Gravuras”, Galeria Sérgio Caribé, Curadoria de Luis Armando Bagolin, São Paulo, 2010; “O espinho brota”, Galerie Agnès Monplaisir, Paris, 2015.

## Exposições Coletivas
1970-1979
I Exposição de Artes Plásticas de Alunos e Estudantes da FAU-USP, São Paulo, 1970; Arte Jovem Contemporânea, Museu de Arte Contemporânea da Universidade de São Paulo, 1972; Salão Paulista de Arte Contemporânea, Museu de Arte de São Paulo, 1972; Mostra Coletiva, Associação dos Amigos do Museu de Arte Moderna de São Paulo, 1972; II Exposição de Artes Plásticas de Alunos e Estudantes da FAU-USP, Museu Lasar Segall, São Paulo, 1973; Mostra Coletiva, Associação dos Amigos do Museu de Arte Moderna de São Paulo, 1973; 2ª Bienal de Artes Plásticas de Santos, 1973; III Exposição de Artes Plásticas de Alunos e Estudantes da FAU-USP, Museu Lasar Segall, São Paulo, 1974; 4ª Bienal Nacional, Fundação Bienal de São Paulo, 1976.
1980-1989
XV Bienal de São Paulo, Fundação Bienal de São Paulo, 1985; 18 Artistas Contemporâneos, Dan Galeria, Curadoria de Emanoel Araújo, Brasília, 1987; Ação, Museu de Arte Moderna de São Paulo, 1988.
1990-1999
Série de Exposições Coletivas Brasil-Japão, Palácio Itamaraty (Brasília), Museu de Arte de São Paulo, Museu de Belas Artes de Atami e Museu Central de Tóquio (Japão), 1990; Feira de Arte 92, Buenos Aires, 1992; Feira Miami Arte 92, Miami, 1992; Série de Exposições Coletivas Brasil-Japão, Museu Central de Tóquio e Museu Central de Belas Artes de Atami (Japão), 1992; Os Novos Viajantes, Sesc Pompeia, Curadoria de Jacob Klintowitz, São Paulo, 1994; Arte Atual Brasil Senses, Escritório de Arte Renato Magalhães Gouvêa, São Paulo, 1994.
2000-2009
Almeida Júnior: Um Artista Revisitado, Pinacoteca do Estado de São Paulo, 2000; Os Anjos Estão de Volta, Pinacoteca do Estado de São Paulo, 2000; Mostra do Redescobrimento: Brasil 500 anos, Fundação Bienal de São Paulo, 2000; Entre Séculos, Galeria Tina Zappoli, Porto Alegre, 2000; Brasileiro, Brasileiros, Museu Afro Brasil, Curadoria de Emanoel Araújo, São Paulo, 2005; Cem Anos da Pinacoteca do Estado de São Paulo, Fiesp, São Paulo, 2005; Pincelagens e Debuxos, Galeria Estação São Paulo, 2005; Arte Lisboa, Galeria Art Lounge, Lisboa, 2006; Art Madrid, Galeria Art Lounge, Madri, 2007; Ut Picturas Diversitas, Memorial da América Latina, São Paulo, 2007; Terra a Dentro, Galeria Tina Zappoli, Porto Alegre, 2007; Olhar e ser visto, MASP, São Paulo, 2008. Arte Lisboa, Galeria Art Lounge, Lisboa, 2007; Bienal de Brasília [Integrante do Grupo G11], 2008; Art Madrid, Galeria Art Lounge, 2008; Arte Brasileira [Integrante do Grupo G11], Bruxelas, Berlim, Roma, 2008; Art Madrid, Galeria Art Lounge, 2009; Arte Lisboa, Galeria Art Lounge, Lisboa, 2009; Salão de Arte 2009, Galeria Casa das Artes, São Paulo, 2009; Eu Tenho um Sonho, Museu Afro Brasil, Curadoria de Emanoel Araújo, São Paulo, 2009.
2010-2020
Art Madrid, Galeria Art Lounge, Madrid, 2010; Art Dubai, Galeria Art Lounge, Dubai, 2010; Art Mônaco, Galeria Art Lounge, Mônaco, 2010; Salão de Arte 2010, Galeria Casa das Artes, São Paulo, 2010; Cores Nomes, Galeria Espaço Arte, São Paulo, 2010; Oito Décadas de Abstração Informal, MAM-SP, 2018; Oito Décadas de Abstração Informal, Casa Roberto Marinho, Rio de Janeiro, 2019; Ontologias, Fama Museu, Itu, 2020.

## Ligações Externas
- Página oficial de Antonio Hélio Cabral